# Avguštin Stegenšek
Avguštin Stegenšek (Tevče, 7 luglio 1875 – Maribor, 26 marzo 1920) è stato un presbitero e storico dell'arte sloveno, considerato un pioniere nella ricerca dell'arte sacra e della storia dell'arte slovena. Fu autore della prima topografia monementale sul territorio sloveno ed anche la prima in lingua slovena.

## Biografia
Avgustin Stegenšek nacque nel 1875 a Tevče vicino Laško nella famiglia di un cocchiere, poi mugnaio e falegname Andrej Stegenšek e sua moglie Ana (nata Pepuš).  I genitori mandarono il figlio prima al ginnasio di Celje (1887–1888), poi al seminario studentesco di Maribor, dove si diplomò con lode nel 1895. Si iscrisse al seminario teologico di Maribor e fu ordinato sacerdote il 25 luglio 1898, quindi per un breve periodo fu nominato cappellano e catechista a Selnica ob Drava. Il 15 febbraio 1899, come sacerdote del seminario, entrò nel Terzo Ordine di S. Francesco.
Nell'ottobre del 1899 fu ammesso al Pontificio Istituto dell'Istituzione Teutonica (Collegio Teutonico del Campo Santo) a Roma, dove studiò archeologia cristiana e storia dell'arte sotto la guida di Joseph Wilpert. Durante questo periodo, pubblicò articoli scientifici sulla Römische Quartalschrift e sull' Oriens Christianus. Iniziò anche a pubblicare sulla rivista teologica di Maribor Leader in Theological Sciences, fondata nel 1897 dal vescovo Napotnik. In esso pubblicò i primi due articoli sul Museo Diocesano e sul Secondo Congresso degli Archeologi Cristiani a Roma. Nel 1906 ottenne il dottorato in scienze filosofiche presso la facoltà di filosofia di Graz con una tesi dal titolo "Studi sulla pittura murale sacrale a Roma e dintorni dal V all'VIII secolo". Venne quindi nominato professore ordinario di diritto ecclesiastico, storia ecclesiastica, patrologia e arte ecclesiastica presso il Collegio di Teologia di Maribor, il 1º novembre 1907.
Archivista e bibliotecario della Società storica per la Stiria Slovena, fondata nel 1903, fu nominato dalla Commissione centrale della tutela dei beni culturali a Vienna conservatore onorario in Stiria per i distretti di Brežice, Celje, Konjice e Slovenj Graz.   Ideò un piano per il censimento di tutte le chiese della diocesi di Lavantine, ma furono pubblicati solo il decanato topografico del Castello Superiore (COBISS) (1905) e il decanato di Konjic (COBISS) (1909). Fu il primo a studiare scientificamente i monumenti ecclesiastici della diocesi di Lavantine, come: Jurklošter, Ptujska Gora e Žička Kartusia. Impostò l'opera monumentale "Cerkveni spomeniki lavantinske škofije" (Monumenti sacrali dell'episcopato lavantino), nell'ambito di quale furono pubblicati due tomi di topografia "Dekanija Gornjegrajska" (Decanato Gornji Grad) e "Konjiška dekanija" (Decanato Slovenske Konjice), che corredò con le proprie fotografie e disegni, li finanziò e pubblicò.

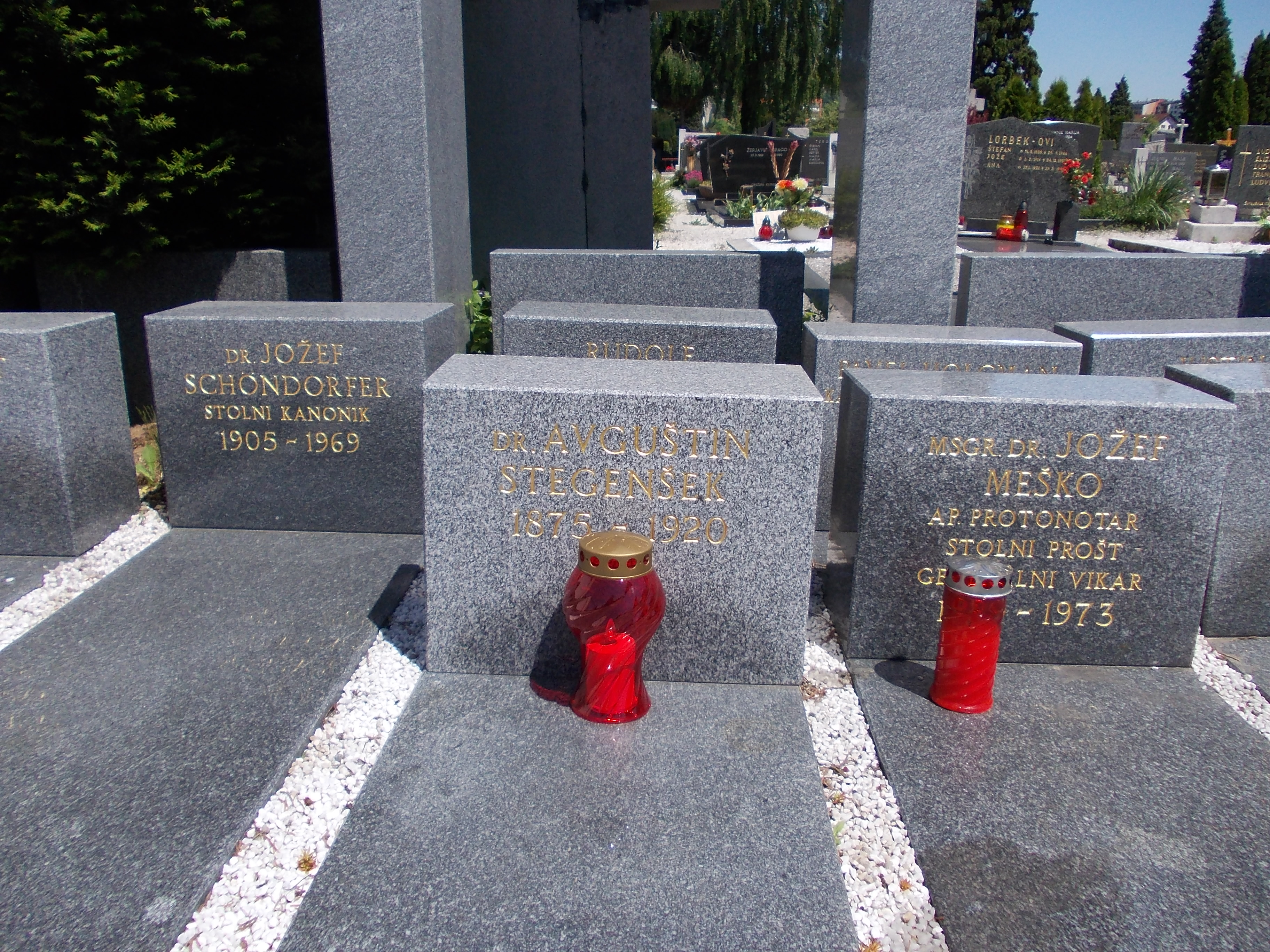
Tomba nel cimitero di Pobrežje

Nel dicembre 1918, la Facoltà di Lettere di Lubiana offrì a Stegenšek la cattedra di professore presso il Dipartimento di Storia dell'Arte, ma egli rifiutò perché voleva dedicarsi agli studi biblici. Inoltre, in quel momento aveva già grossi problemi alle ossa. Il 10 marzo 1919 gli fu amputata una gamba, ma questo non fermò la progressione della sua malattia.
Morì nel marzo 1920 a Maribor e fu sepolto nel cimitero di Pobrežje.

## Opere principali

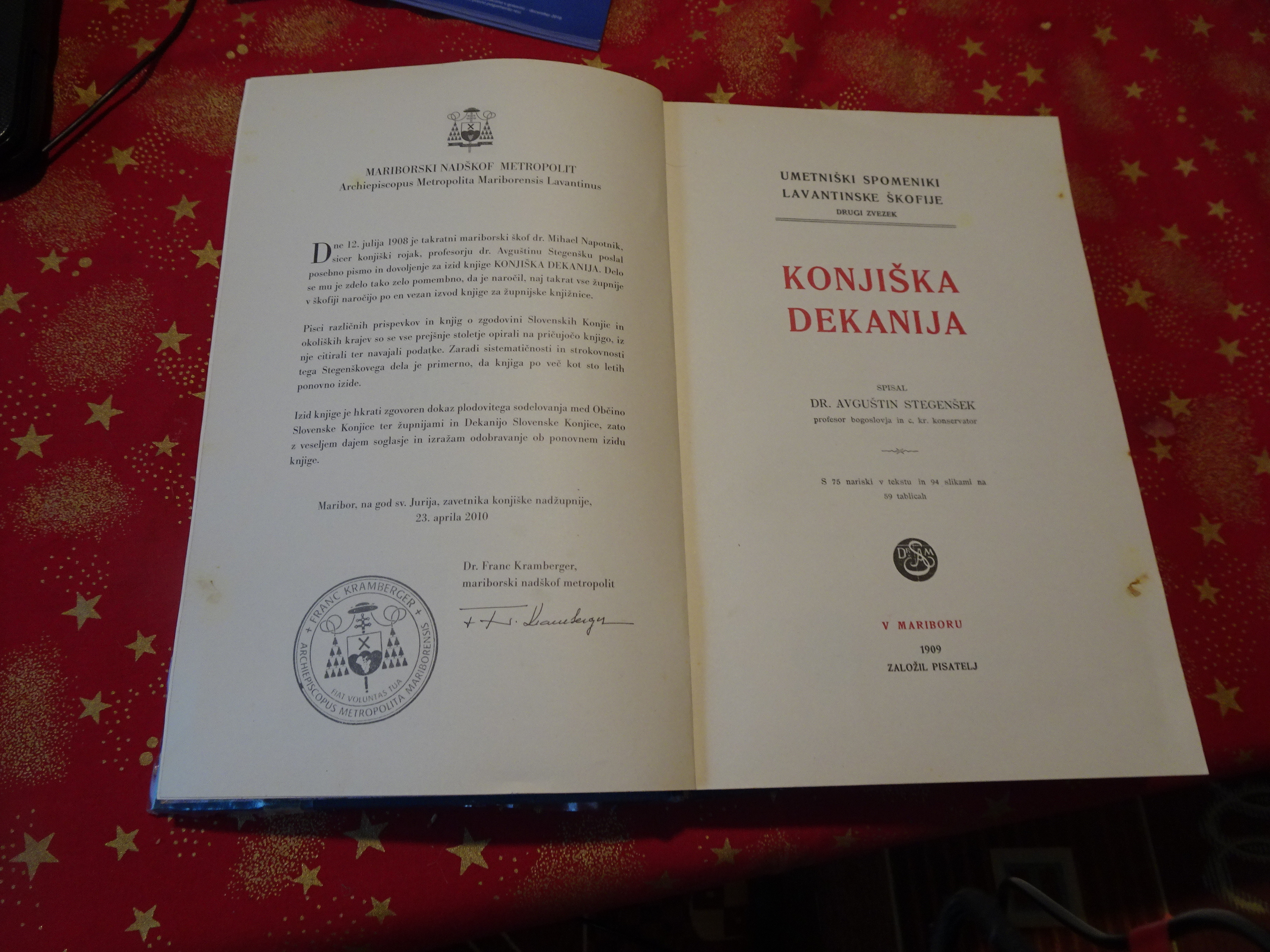
Decanato Slovenske Konjice (Konjiška dekanija), edizione facsimilata

- Dekanija Gornjegrajska 1905, COBISS ID=17588737
- Konjiška dekanija 1909, COBISS ID=17588993